# Liste des pays par taux d'autosuffisance alimentaire

## Liste selonla FAO
| Rang | Pays             | Ratio (%) |
| ---- | ---------------- | --------- |
| 1    | Argentine        | 273       |
| 2    | Uruguay          | 232       |
| 3    | Australie        | 207       |
| 4    | Ukraine          | 193       |
| 5    | Nouvelle-Zélande | 185       |
| 6    | Canada           | 183       |
| 7    | Bulgarie         | 171       |
| 8    | Hongrie          | 162       |
| 9    | Lituanie         | 149       |
| 10   | Malaisie         | 145       |

| Rang | Pays                   | Ratio (%) |
| ---- | ---------------------- | --------- |
| 1    | Norvège                | 50,1      |
| 2    | Belgique               | 50,6      |
| 3    | Haiti                  | 51,0      |
| 4    | Somalie                | 52,4      |
| 5    | République dominicaine | 53,8      |
| 6    | Zimbabwe               | 53,8      |
| 7    | Arménie                | 53,9      |
| 8    | Pays-Bas               | 54,3      |
| 9    | Panama                 | 54,4      |
| 10   | Syrie                  | 56,0      |

## Liste selon le ministère de l'Agriculture, des Forêts et de la Pêche du Japon

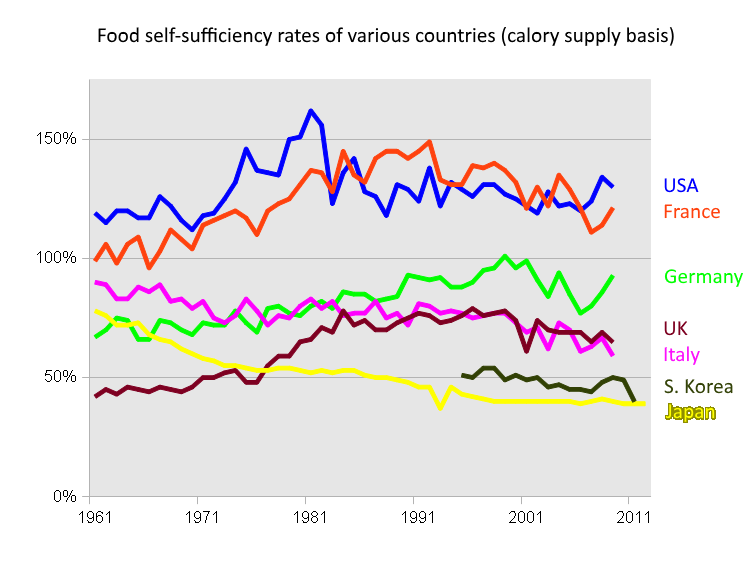
Evolution des taux d'autosuffisance alimentaire de quelques pays

Ceci est une liste, établie par le ministère de l'Agriculture, des Forêts et de la Pêche du Japon, de quelques pays par taux d'auto-suffisance alimentaire sur une base calorique en 2010.
| Classement | Pays         | Taux (%) | Année |
| ---------- | ------------ | -------- | ----- |
| 1          | Australie    | 173      | 2007  |
| 2          | États-Unis   | 124      | 2007  |
| 3          | France       | 111      | 2007  |
| 4          | Allemagne    | 80       | 2007  |
| 5          | Italie       | 63       | 2007  |
| 6          | Suisse       | 54       | 2007  |
| 7          | Corée du Sud | 44       | 2007  |
| 8          | Japon        | 40       | 2009  |